# Serbski film
Serbski film (serb. Српски филм) – serbski horror i pierwszy film fabularny Srđana Spasojevicia z 2010 roku. Film opowiada o byłym aktorze filmów pornograficznych, który zgadza się uczestniczyć w „filmie artystycznym” do momentu, gdy odkrywa, że film zawiera sceny gwałtu na dziecku, tortur seksualnych i elementy nekrofilii.
Po premierze film uzyskał duży rozgłos, ze względu na ukazanie gwałtów, krwawej tortury, okrucieństwa, gwałtu na dziecku i nekrofilii. Serbska prokuratura wszczęła śledztwo, aby upewnić się, czy film nie narusza prawa. Badane były elementy przeciwko moralności seksualnej oraz kwestia ochrony nieletnich. Decyzją sądu film nie został opublikowany w San Sebastián i został zakazany w Norwegii po dwóch miesiącach sprzedaży z powodu naruszenia artykułów 204a i 382 norweskiego kodeksu karnego.
Film otrzymał w większości negatywne recenzje; serwis Rotten Tomatoes przyznał mu wynik 46%.
Film ma wieloznaczny wydźwięk, jest związany z serbską tożsamością, z serbskimi przeżyciami, ale i ogólnie dotyka postdemoludowych - wschodnioeuropejskich doznań, wykorzystania przez Zachód (transformacja ustrojowa) po 1989 roku (odniesienie do porno z Rocco Siffredim nagrywanych we Wschodniej Europie). Utwór jest też artystycznym wyrażeniem się o stanie kinematografii Serbii lat 90 XX w. i początku XXI wieku. Reżyser potępia nim „faszyzm poprawności politycznej”.

## Nagrody
- SXSW Film Festival 2010 : nagroda publiczności
- Fright Meter Awards 2011 : najlepszy aktor dla Srđana Todorovića[8]
- Fangoria Chainsaw Awards 2012 : najlepszy film obcojęzyczny

## Obsada
- Srđan Todorović jako Miloš
- Sergej Trifunović jako Vukmir
- Jelena Gavrilović jako Marija
- Slobodan Beštić jako Marko
- Katarina Žutić jako Lejla
- Anđela Nenadović jako Jeca
- Ana Sakić jako Matka Jecy
- Lidija Pletl jako Babka Jecy
- Lena Bogdanović jako Lekarka
- Luka Mijatović jako Stefan
- Nenad Heraković jako Strażnik 1
- Čarni Đerić jako Strażnik 2
- Aaron Sheridan jako Vans Taylor
- Miodrag Krčmarik jako Raša
- Tanja Divnić jako Przedszkolanka
- Marina Savić jako	Prostytutka
- Nataša Miljuš	jako Rodząca
- Goran Macura  jako Łobuz
- Mila Milošević jako Dziewczyna na basenie
- Miroslav Senčanski jako Reżyser zakończenia filmu
- Ivan Cvetić jako Ochroniarz 1
- Miloš Vrbica jako Ochroniarz 2
- Marijeta Goc jako Dziewczyna w warsztacie porno 1
- Biljana Žurnić jako Dziewczyna w warsztacie porno 2
- Jelena Mihić jako Dziewczyna w warsztacie porno 3
- Irena Korać jako Kasjerka
- Sanja Spasojević jako Zamężna dziewczyna
- Aleksandar Banjac jako Żonaty chłopak